# آیا (الهه)
آیا الهه بین‌النهرینی مرتبط با سپیده‌دم بود.

## نام‌ها
نام آیا در خط میخی به صورت da-a (𒀭𒀀𒀀) نوشته می‌شد. گاهی به جای آن به صورت Aia لاتین‌نویسی شده است. آیا ریشه اکدی دارد و به معنای «سحرگاه» است.

## شخصیت و شمایل‌نگاری
آیا انسان‌انگاری‌شدهٔ سپیده‌دم در نظر گرفته می‌شد. او با نور صبحگاهی و طلوع خورشید در ارتباط بود.

## ارتباط با سایر خداییان
آیا در جایگاه همسر شمش، خویشاوندی سببی والدین او (سوئن و نینگال) و خواهر شمش (ایشتار) محسوب می‌شد. دخترهای آنها مامو (یا مامود)(الههٔ رویاها) و کیتوم انسان‌انگاری‌شدهٔ حقیقت بودند. به گفتهٔ جوآن گودنیک وستنهولز، یکی دیگر از خداییان که فرزند آنها محسوب می‌شد، ایشوم بود.

## پرستش
آیا از دورهٔ آغازین دودمانی پرستش می‌شد.

## اساطیر
در نسخهٔ «بابلی استاندارد» حماسه گیلگمش، زمانی که نینسون در حال نیایش به شمش است، سه بار از آیا می‌خواهد از جانب پسرش گیلگمش شفاعت کند تا سلامت او هم در روز و هم در شب تضمین شود. نینسون می‌گوید که بهترین زمان برای درخواست آیا از شوهرش درست پس از غروب آفتاب است، زمانی که او از سفر روزانه‌اش به خانه برمی‌گردد.